# Andrzej Kryj
Andrzej Michał Kryj (ur. 9 czerwca 1960 w Ostrowcu Świętokrzyskim) – polski polityk, nauczyciel i samorządowiec, w latach 2006–2010 wicestarosta ostrowiecki, poseł na Sejm VIII, IX i X kadencji.

## Życiorys
W Ostrowcu Świętokrzyskim ukończył Szkołę Podstawową nr 1 (1975)  oraz Liceum Ogólnokształcące nr III im. Władysława Broniewskiego (1979). W 1984 został absolwentem historii na Uniwersytecie Marii Curie-Skłodowskiej w Lublinie. Jego praca magisterska, poświęcona pułkowi szwoleżerów gwardii cesarza Napoleona, została wyróżniona przez Polskie Towarzystwo Historyczne. Od 1984 roku pracował jako nauczyciel historii oraz wiedzy o społeczeństwie w Szkole Podstawowej nr 2 w Ostrowcu Świętokrzyskim, od 1990 był wicedyrektorem tej placówki. W latach 1991–1999 pełnił funkcję dyrektora Szkoły Podstawowej nr 1 w Ostrowcu Świętokrzyskim, a w 1999 objął stanowisko zastępcy naczelnika wydziału edukacji i spraw społecznych w urzędzie miasta w Ostrowcu Świętokrzyskim.
Działał w samorządzie terytorialnym; był radnym miejskim w Ostrowcu Świętokrzyskim II kadencji, a od 1998 do 2014 radnym powiatu ostrowieckiego czterech kadencji. W trakcie III kadencji (2006–2010) sprawował urząd wicestarosty ostrowieckiego. Zaangażował się w działalność polityczną w ramach Prawa i Sprawiedliwości. W 2014 został wybrany na radnego sejmiku świętokrzyskiego.
W wyborach parlamentarnych w 2015 kandydował z 12. miejsca listy PiS do Sejmu w okręgu kieleckim. Uzyskał mandat posła VIII kadencji, otrzymując 4779 głosów. Pracował w Komisji Edukacji, Nauki i Młodzieży oraz Komisji Łączności z Polakami za Granicą. Był wiceprzewodniczącym Podkomisji stałej do spraw kształcenia zawodowego oraz przewodniczącym Polsko-Islandzkiej Grupy Parlamentarnej.
W wyborach parlamentarnych w 2019 z powodzeniem ubiegał się z o reelekcję w tym samym okręgu (z 10. miejsca na liście swojego ugrupowania), uzyskując 7690 głosów. Pracował w tych samych komisjach, później został też członkiem Komisji Spraw Zagranicznych. Wybrany na przewodniczącego Podkomisji stałej do spraw młodzieży oraz po raz drugi na przewodniczącego Polsko-Islandzkiej Grupy Parlamentarnej.
W 2023 po raz trzeci został wybrany do Sejmu z 5. miejsca na okręgowej liście PiS (otrzymał 6968 głosów). Wszedł w skład Komisji Łączności z Polakami za Granicą oraz Komisji Edukacji i Nauki, ponownie też stanął na czele Polsko-Islandzkiej Grupy Parlamentarnej.
Jest autorem książki Kunów nad Kamienną. Zarys dziejów oraz redaktorem książki „Błogosławię wam…”: mieszkańcy Ostrowca Świętokrzyskiego w hołdzie Janowi Pawłowi II.

## Odznaczenia
Otrzymał Srebrny (1995) i Złoty (2005) Krzyż Zasługi.

## Życie prywatne
Jest żonaty z Marią, ma syna i córkę.